# Stefan Lgocki

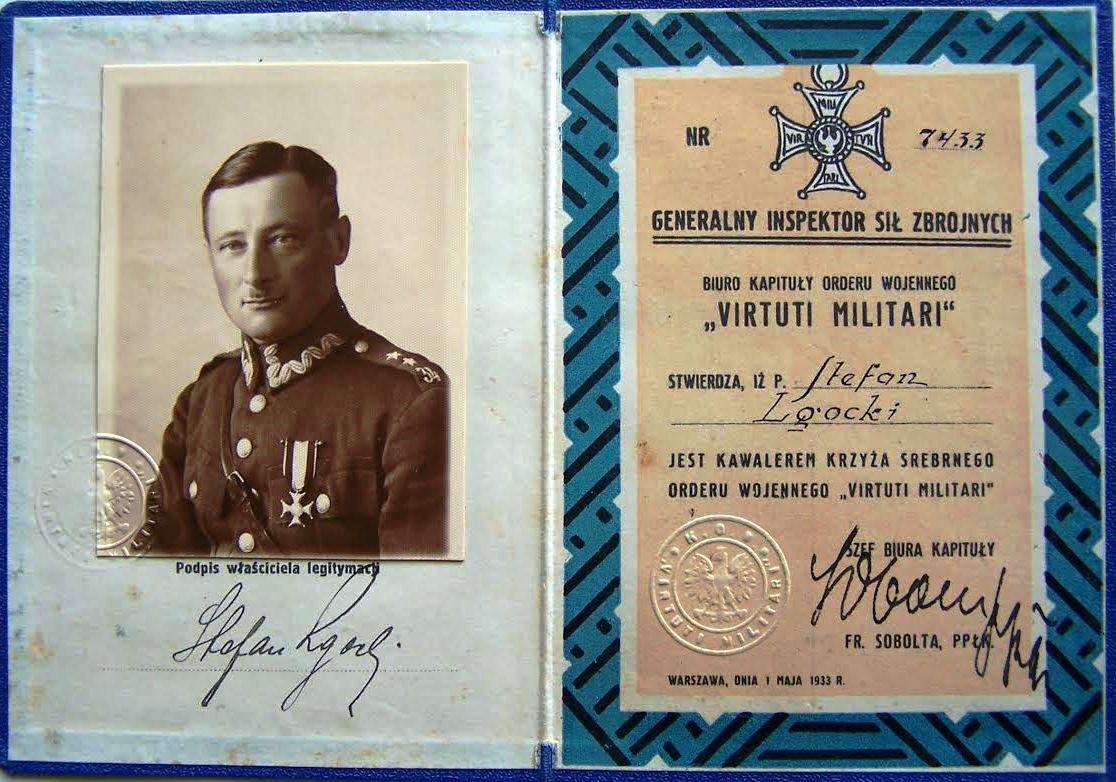
Legitymacja kawalera Orderu Wojennego Virtuti Militari

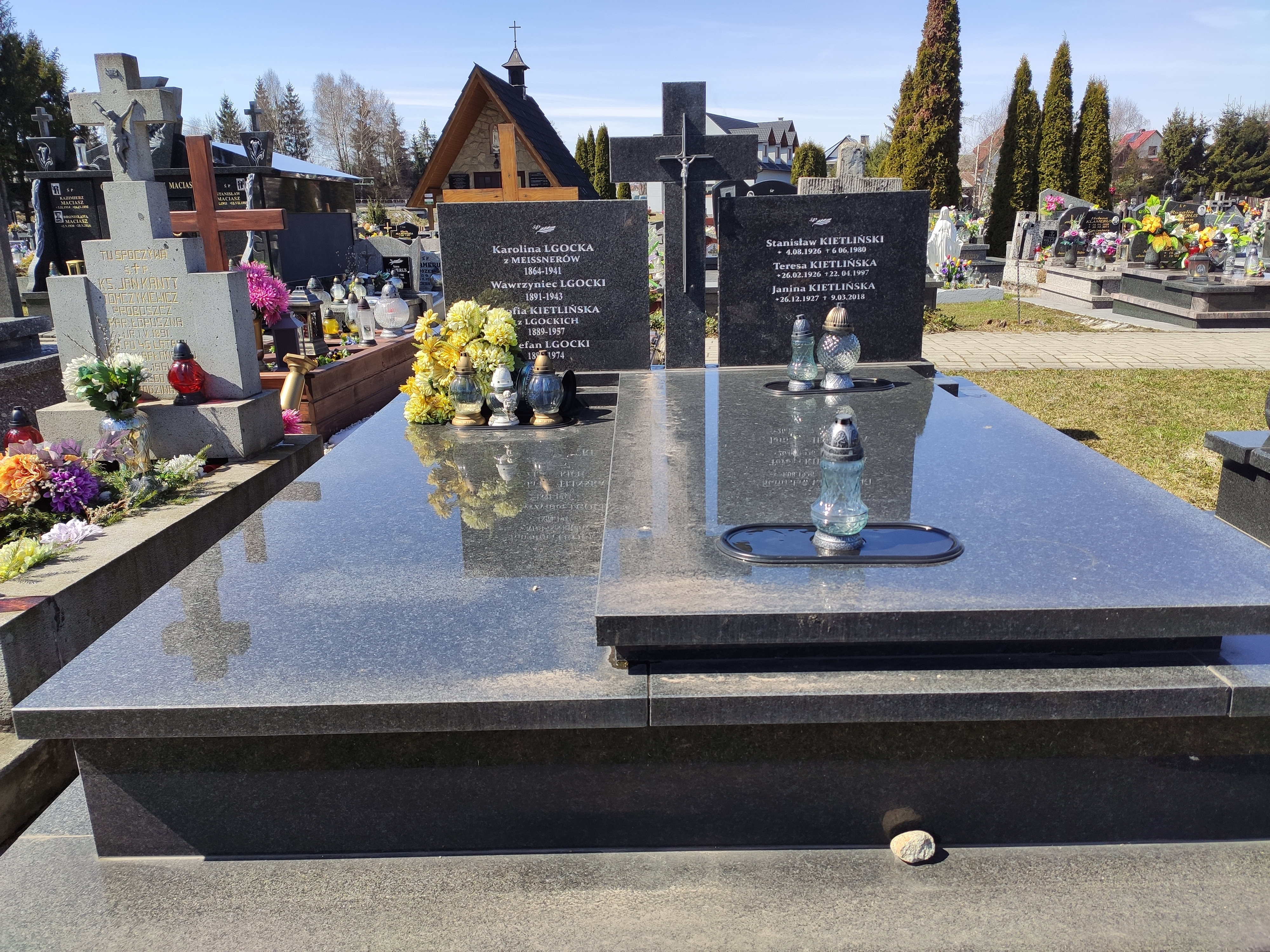
Grób Stefana Lgockiego na cmentarzu w Łopusznej

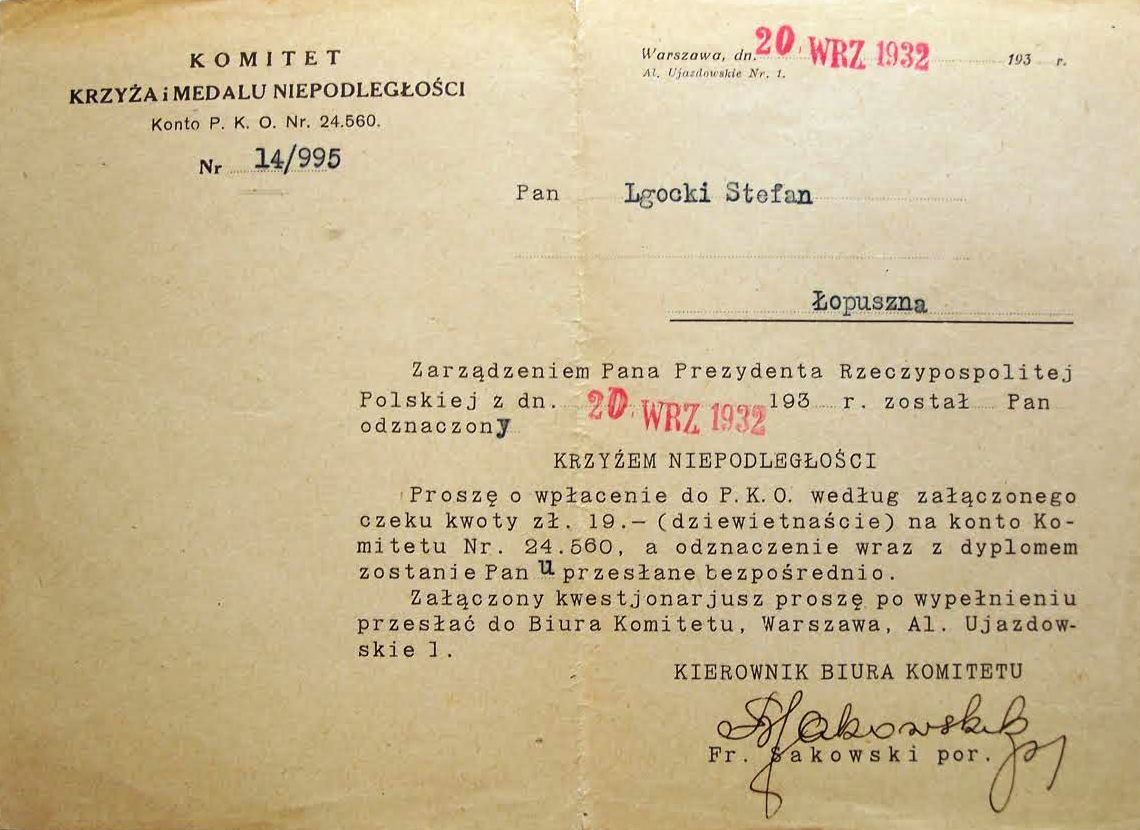
List informujący o odznaczeniu S. Lgockiego Krzyżem Niepodległości

Stefan Lgocki herbu Jastrzębiec (ur. 23 stycznia 1894 w Wolicy, zm. 2 kwietnia 1974 w Szymbarku) – kapitan piechoty rezerwy Wojska Polskiego, działacz niepodległościowy, kawaler Orderu Virtuti Militari, poseł na Sejm RP V kadencji.

## Życiorys
Urodził się w rodzinie Stanisława h. Jastrzębiec (1855–1912) i Karoliny Meysner h. Lubicz (1864–1941). Był bratem Kazimierza (1885–1914), Wawrzyńca (1891–1943), żołnierza 3 pp Leg., odznaczonego Medalem Niepodległości, Marii (1905–1980) i Zofii (1889–1957) oraz wnukiem Leona Przerwy-Tetmajera i kuzynem Jerzego Lgockiego (1893–1945). Spokrewniony był z Kazimierzem Przerwą-Tetmajer i Włodzimierzem Tetmajerem oraz dyrektorem Zakładu Ubezpieczeń Społecznych Janem Włodzimierzem Lgockim.
Po wczesnej śmierci ojca prawnym opiekunem Stefana został wuj – Aleksander Lgocki (1855–1914), który pełnił funkcję m.in. wicestarosty powiatu nowotarskiego. Młodość spędził w rodzinnym dworze w Łopusznej. W 1905 r. rozpoczął naukę w C.K. Gimnazjum św. Jacka w Krakowie, które ukończył w 1913 r. Po zdaniu egzaminu dojrzałości rozpoczął studia na wydziale prawa Uniwersytetu Jagiellońskiego, na którym studiował przez 3 semestry. W latach 1913–1914 był organizatorem szkolenia dla Drużyn Podhalańskich.
Po wybuchu I wojny światowej wstąpił do Legionów Polskich 4 listopada 1914 r.  Służył w 12. kompanii III batalionu 3. pułku piechoty II Brygady LP.  Od 1 października 1914 roku służył na froncie w oddziale sztabowym 3 pułku piechoty. Wraz z pułkiem przeszedł kampanię karpacką, bukowińska, besarabską i wołyńską. Kontuzjowany 5 lipca 1915 r. pod Rarańczą. 5 lub 6 lipca 1916 r. pod Wołczkiem dostał się do rosyjskiej niewoli, internowany został Szredzińsku w gub. permskiej. Zwolniony został 18 lipca 1918 r. Po odzyskaniu niepodległości wstąpił ochotniczo do Wojska Polskiego. Przydzielony został do 2 Pułku Strzelców Podhalańskich, w szeregach którego brał udział w walkach pod Skoczowem na Śląsku Cieszyńskim.
Po odzyskaniu niepodległości, z dniem 1 listopada 1918 roku, ochotniczo wstąpił do Wojska Polskiego. Służył w 2 pułku strzelców podhalańskich w stopniu chorążego. W 1919 r. brał udział w walkach polsko-czeskich pod Skoczowem na Śląsku Cieszyńskim, następnie brał udział w wojnie polsko-bolszewickiej. W 1921 r. służył w 3 pułku piechoty Legionów, 4 listopada 1921 r. został przeniesiony do rezerwy z przydziałem do 1 Pułku Strzelców Podhalańskich.
Po zwolnieniu z wojska powrócił do Łopusznej, gdzie zajmował się majątkiem oraz pasieką. W latach 1935–1939 pełnił funkcję wójta gminy Łopuszna. Podczas pełnienia kadencji zasłużył się m.in. budując mosty na Dunajcu w Łopusznej, Waksmundzie, Ostrowsku i Harklowej, rozbudową szkół w Waksmundzie i Ostrowsku oraz budową drogi z Łopusznej przez Nową Białą do Krempach i z Dębna do Frydmana. Był członkiem oddziału Związku Legionistów Polskich w Nowym Targu.
Był członkiem Bezpartyjnego Bloku Współpracy z Rządem oraz Obozu Zjednoczenia Narodowego, z ramienia którego został wybrany posłem na Sejm Rzeczypospolitej Polskiej V kadencji (1938–1939). Wybranym został z okręgu nr 86 (Nowy Sącz) i uzyskał 40 481 głosów. W Sejmie pracował w komisjach zdrowia i opieki społecznej.
Po wybuchu II wojny światowej nie został zmobilizowany do wojska. Ze względu na poszukiwania Gestapo postanowił uciec z Łopusznej i ukrywał się do końca wojny w Szymbarku, na dworze ciotecznej siostry Urszuli Rumińskiej. Z obawy na aresztowanie ukrywał się pod jej nazwiskiem.
Po zakończeniu wojny podjął pracę w tartaku w Kąclowej, od 15 lipca 1945 do 1 kwietnia 1946 roku, był leśniczym lasów samorządowych w Ropie w Nadleśnictwie Gorlice, a później zajmował się pszczelarstwem w gospodarstwie ciotki w Szymbarku, gdzie zmarł 2 kwietnia 1974 r. Pochowany został w rodzinnym grobowcu w Łopusznej. Rodziny nie założył.
Decyzją prezesa Instytutu Pamięci Narodowej z 15 października 2020 roku na wniosek prezesa koła Związku Kombatantów RP i Byłych Więźniów Politycznych w Nowym Targu, grób Stefana Lgockiego został wpisany do prowadzonej przez IPN ewidencji grobów weteranów walk o wolność i niepodległość Polski pod numerem ewidencyjnym 1031.

## Ordery i odznaczenia
- Krzyż Srebrny Orderu Wojennego Virtuti Militari nr 7433 – 17 maja 1922[8]
- Krzyż Niepodległości – 17 września 1932 „za pracę w dziele odzyskania niepodległości”[1]
- Krzyż Walecznych
- Medal Pamiątkowy za Obronę Śląska Cieszyńskiego – 1919
- Srebrny Krzyż Zasługi – 10 września 1938 „za zasługi na polu pracy społecznej”[9]
- Krzyż Legionowy – 1930

## Awanse
- Plutonowy
- Chorąży piechoty (5 lipca 1916)
- Porucznik piechoty (1 kwietnia 1920 roku, starszeństwo z dniem 1 czerwca 1919 roku)
- Kapitan rezerwy piechoty (starszeństwo z dniem 19 marca 1939 roku)